# Velký Kosíř (rozhledna)
Rozhledna Velký Kosíř se nachází v centru přírodního parku Velký Kosíř. Asi 9 km západně od Prostějova, mezi obcemi Kostelec na Hané, Čechy pod Kosířem, Slatinice a Slatinky na stejnojmenném vrcholu. Z rozhledny otevřené roku 2013 lze vidět Bouzovské vrchy, Hanou a za dobrého počasí i siluetu Nízkého Jeseníku. 

## Historie
Na Velkém Kosíři se nacházela rozhledna již v letech 1927 až 1939, byla postavena místním turistickým spolkem. Její dřevěná konstrukce dosahovala výšky 26 metrů. Tato rozhledna zde stála až do roku 1939, kdy musela být pro špatný technický stav odstraněna.
Dne 12. října 2012 byla zahájena výstavba nové dřevěné rozhledny, která byla ukončena slavnostním otevřením 22. června 2013. Stavba stála 6,5 milionu korun, 3 miliony přispěl Olomoucký kraj a dalšími penězi potom dárci a okolní obce.

## Popis
Na kruhové kamenné podezdívce stojí dřevěná příhradová konstrukce zpevněná ocelovými prvky, kterou spirálovitě obtáčí kryté schodiště. Autorem stavby je architekt Svatopluk Sládeček. Zastřešená vyhlídková plošina kruhového půdorysu leží ve výšce 25 metrů. Dřevěná konstrukce má tvar komolého kužele. Po obvodu podstavy se vine venkovní točitá rampa se schodištěm pokrytým oplechovanými stěnami a střechou. Díky změně výsadby z jehličnatých, na listnaté stromy menšího vzrůstu, je možno pozorovat širší okolí.

## Problémy s konstrukcí
První nedostatky, které se týkaly sklonu teras, se objevily už krátce po otevření rozhledny. Posléze byly zjištěny také závady v konstrukci schodiště, které se nepodařilo reklamovat. Kvůli závadám byla po pár měsících provozu (na podzim 2013) z bezpečnostních důvodů uzavřena.
Poté byla rozhledna vždy provizorně opravena, otevřena, ale poté opět z bezpečnostních důvodů uzavřena. Ke květnu 2025 rozhledna nebyla v provozu.
Oprava rozhledny by si vyžádala jednorázovou investici 1,5 milionu korun a dalších 300 tis. korun ročně by stála její pravidelná údržba. Uvažuje se i zbourání konstrukce a výstavba nové rozhledny s využitím původní dokumentace s rozpočtem 17 milionů korun. Financování této varianty ale není zajištěno. Zvažuje se tedy i možnost zbourání rozhledny a vybudování nového prvku, při jehož stavbě by byl využit materiál demontovaný z konstrukce rozhledny. Toto řešení by stálo 5 milionů korun.

## Turistické trasy v okolí
K rozhledně vede od železniční stanice Slatinice žlutá turistická trasa KČT kolem lázeňského areálu, pomníku čtyř letců, kteří zde zahynuli při havárii vrtulníku v roce 1998 a přírodní památky Studený kout. Od rozhledny stezka pokračuje přes Čechy pod Kosířem, kolem přírodní rezervace Andělova zmola do Smržice, s odbočkou na Stařechovice, dále kolem národní přírodní památky Kosířské lomy až k nádraží v Prostějově.
Kolem rozhledny jsou vedeny i dvě turistickými značkami značené naučné stezky, které žlutou turistickou značku z velké části kopírují. Naučná stezka Velký Kosíř vede z Čelechovic po lesní asfaltové cestě na vrchol Velkého Kosíře, dále kamenitým úvozem dolů do obce Čechy pod Kosířem a po hlinité pěšině zvané „Hraběcí cesta“ zpět. Naučná stezka Velký Kosíř II pak vede z obce Slatinice na Velký Kosíř, odtud dolů do obce Slatinky a z nich přes Malý Kosíř zpět do Slatinic.